# Josep Gispert i Vila
Josep Gispert i Vila   (Púbol, 6 de desembre de 1950)  és un instrumentista de tenora, flauta, flautí, saxo i compositor de sardanes.
Va estudiar amb Ricard Viladesau, qui va escriure per a Gispert la majoria de sardanes obligades i que li han proporcionat importants triomfs en aplecs i ballades: La placeta dels llops, El carrilet, Flors esventades (de tible i tenora), Baralla de galls (de fiscorn i tenora), etc. Igual que el seu mestre, Gispert excel·leix en la interpretació de tota mena de sardanes i música per a cobla.
Després de passar per les cobles La Moderna, La Principal de Llagostera i La Principal de Girona (1971-1974), entrà a la cobla-orquestra Els Montgrins el 1975. El 1983 va entrar a la cobla La Principal de la Bisbal i va ser tenora solista fins al febrer del 2011.
Gispert va ser professor a l'escola Conrad Saló de la Bisbal (des que es va fundar fins al 2015) i al Conservatori de Girona (1985-2016) on va impartir classes de flauta, tenora, música de cambra i de cobla. Entre els seus alumnes de tenora, en destaca per exemple, Concepció Ramió, una de les primeres dones en tocar aquest instrument. És fabricant de canyes de tenora i tible.
Com a compositor, ha escrit quatre sardanes:
| Títol                   | Any  | Altres                                               |
| ----------------------- | ---- | ---------------------------------------------------- |
| Besalú i "La principal" | -    | Col·laboració amb Jaume Cristau                      |
| Captivadora             | 1993 | Obligada per tenora; Col·laboració amb Jaume Cristau |
| L'empipadora            | -    | Obligada per tenora                                  |
| Maregassa               | 2000 | Obligada per tenora                                  |